# سایکو جانه
سایکو جانه (انگلیسی: Saikou Janneh؛ زادهٔ ۱۱ ژانویهٔ ۲۰۰۰) بازیکن فوتبال است.
از باشگاه‌هایی که در آن بازی کرده‌است می‌توان به باشگاه فوتبال بریستول سیتی اشاره کرد.